# Карлос Альберто Родрігес
Карлос Альберто Родрігес (ісп. Carlos Alberto Rodríguez, нар. 3 січня 1997, Сан-Ніколас-де-лос-Гарса) — мексиканський футболіст, нападник клубу «Монтеррей» та національної збірної Мексики.
Переможець Ліги чемпіонів КОНКАКАФ. У складі збірної — володар Золотого кубка КОНКАКАФ.

## Клубна кар'єра
Народився 3 січня 1997 року в місті Сан-Ніколас-де-лос-Гарса. Влітку 2017 року Карлос для отримання ігрової практики був відданий в оренду в іспанське «Толедо». 8 жовтня у матчі проти дублерів «Сельти» він дебютував у Сегунді B. 1 листопада в поєдинку проти «Фуенлабради» Карлос забив свій перший гол за «Толедо».
Після закінчення оренди Родрігес повернувся в «Монтеррей». 21 жовтня 2018 року в матчі проти «Толуки» він дебютував у мексиканській Прімері. 16 лютого 2019 року в поєдинку проти «Монаркас Морелія» Карлос забив свій перший гол за «Монтеррей». У тому ж році він допоміг клубу виграти Лігу чемпіонів КОНКАКАФ, завдяки чому поїхав з командою на клубний чемпіонат світу 2019 року в Катарі, де у чвертьфіналі проти господарів турніру клубу «Ас-Садд» (3:2) забив гол і допоміг клубу вийти до півфіналу. Станом на 18 грудня 2019 року відіграв за команду з Монтеррея 47 матчів в національному чемпіонаті.

## Виступи за збірну
23 березня 2019 року дебютував в офіційних іграх у складі національної збірної Мексики в товариському матчі проти збірної Чилі, вийшовши в основному складі.
У травні 2019 року він був включений до попереднього списку на Золотого кубка КОНКАКАФ 2019 року, а пізніше потрапив і до остаточного списку. На турнірі Родрігес зіграв у всіх матчах своєї команди, в том числі і у фіналі проти США, який мексиканці виграли і здобули золоті медалі.
| Дата       | Місто         | Господарі          | Результат               | Гості      | Турнір                                   | Голи | Примітки |
| ---------- | ------------- | ------------------ | ----------------------- | ---------- | ---------------------------------------- | ---- | -------- |
| 23-3-2019  | Сан-Дієго     | Мексика            | 3 – 1                   | Чилі       | товариський матч                         | -    | 90'      |
| 6-6-2019   | Атланта       | Мексика            | 3 – 1                   | Венесуела  | товариський матч                         | -    |          |
| 16-6-2019  | Пасадена      | Мексика            | 7 – 0                   | Куба       | Кубок КОНКАКАФ 2019 - 1-й етап           | -    |          |
| 19-6-2019  | Денвер        | Мексика            | 3 – 1                   | Канада     | Кубок КОНКАКАФ 2019 - 1-й етап           | -    | 73'      |
| 23-6-2019  | Шарлотт       | Мартиніка          | 2 – 3                   | Мексика    | Кубок КОНКАКАФ 2019 - 1-й етап           | -    |          |
| 29-6-2019  | Х'юстон       | Мексика            | 1 – 1 д.ч. (5 - 4 п.п.) | Коста-Рика | Кубок КОНКАКАФ 2019 - чвертьфінал        | -    | 90' 101' |
| 3-7-2019   | Глендейл      | Гаїті              | 0 – 1 д.ч.              | Мексика    | Кубок КОНКАКАФ 2019 - півфінал           | -    | 68'      |
| 7-7-2019   | Чикаго        | Мексика            | 1 – 0                   | США        | Кубок КОНКАКАФ 2019 - Фінал              | -    | 81'      |
| 6-9-2019   | Іст-Ратерфорд | США                | 0 – 3                   | Мексика    | товариський матч                         | -    | 89'      |
| 10-9-2019  | Сан-Антоніо   | Аргентина          | 4 – 0                   | Мексика    | товариський матч                         | -    | 63'      |
| 12-10-2019 | Гамільтон     | Бермудські Острови | 1 – 5                   | Мексика    | Ліга націй КОНКАКАФ 2019-2020 - 2-й етап | -    | 77'      |
| 16-10-2019 | Мехіко        | Мексика            | 3 – 1                   | Панама     | Ліга націй КОНКАКАФ 2019-2020 - 2-й етап | -    |          |
| 16-11-2019 | Панама        | Панама             | 0 – 3                   | Мексика    | Ліга націй КОНКАКАФ 2019-2020 - 2-й етап | -    |          |
| Усього     |               | Матчів             | 13                      |            | Голів                                    | 0    |          |

## Титули і досягнення
- Чемпіон Мексики (1):

«Монтеррей»: 2019 А
- Володар Кубка Мексики (1):

«Монтеррей»: 2019-20
- Переможець Кубка чемпіонів КОНКАКАФ (3):

«Монтеррей»: 2019, 2021
«Крус Асуль»: 2025
- Володар Золотого кубка КОНКАКАФ (2):

Мексика: 2019, 2023, 2025
- Бронзовий олімпійський призер: 2020